# Danza de San Sebastián de Aldán

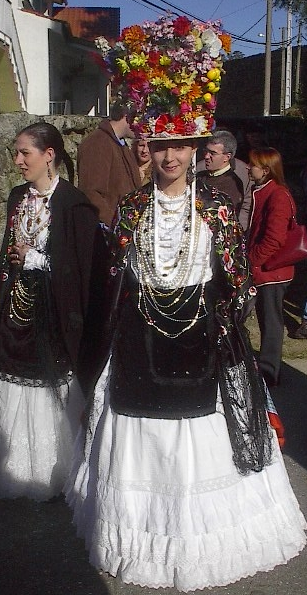

La Danza de San Sebastián tiene lugar cada 20 de enero en Aldán parroquia del municipio gallego de Cangas del Morrazo (Pontevedra) España, coincidiendo con la festividad de este santo.

## Historia
Las primeras noticias que hay de esta danza datan de 1650 aunque se estima que es más antigua. 
En ella participan 16 bailarines, 10 hombres, 5 mujeres y un guía. 
- Los hombres llevan un traje negro, sombrero de fieltro y zapatos negros. En el pecho llevan una banda con los colores de la bandera nacional.
- Las mujeres van vestidas de blanco, mantón de Manila, mandil negro, pañuelos de distintos colores sobre los hombros y unos vistosos sombreros adornados con flores y cintas como símbolo de fertilidad. (véase imagen)

El baile se inicia pidiendo permiso al Santo y durante la marcha se realiza una danza y una contradanza. El baile dura una hora y acaba con una muiñeira ante la imagen de San Sebastián.